# 후사르 (페로 제도)

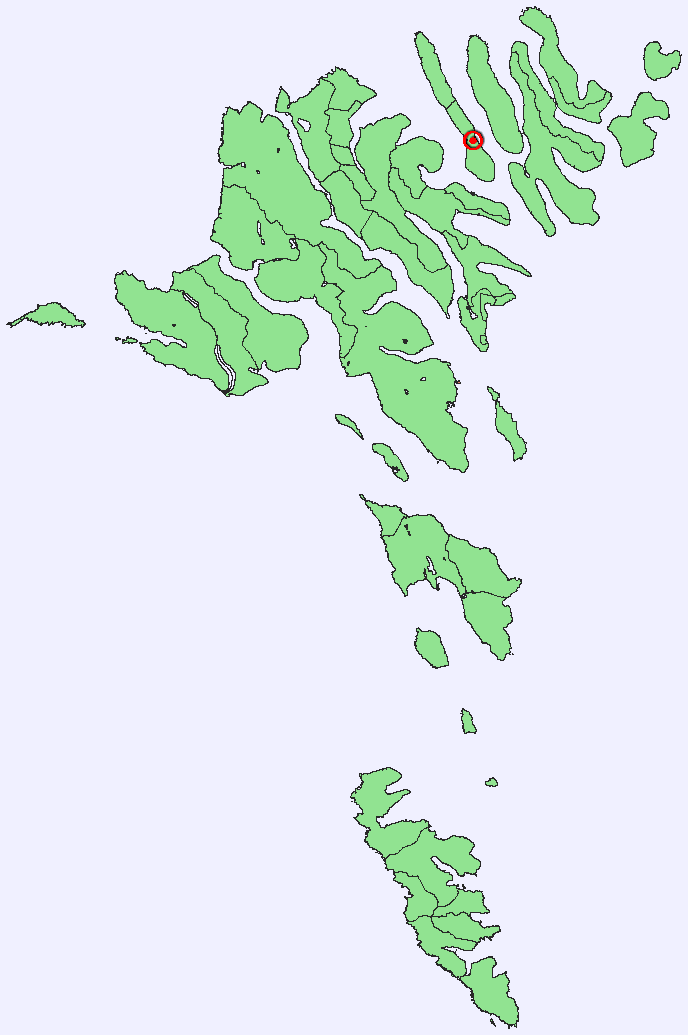
후사르의 위치

후사르(페로어: Húsar, 덴마크어: Husum 후숨[*])는 페로 제도 칼소이섬 동부에 위치한 도시이다. 칼소이섬에서 가장 오래된 도시이다. 2015년 기준으로 인구는 37명이다.